# Piotr Roizjusz
Piotr Roizjusz, właśc. Pedro Ruiz de Moros, inne formy nazwiska: Celtiber, Hispanus, Maurus, Petrus Roysius Maureus Alcagnicensis, Ruicius, Ruitius, (ur. ok. 1505 w Alcañiz w Aragonii, zm. między 23 a 29 IV 1571 w Wilnie) – prawnik hiszpański, poeta, działający w Polsce, profesor Akademii Krakowskiej, dworzanin i doradca królewski w 1549 roku, asesor sądu królewskiego, bibliofil.
Znany jest m.in. dzięki satyrycznemu portretowi we fraszce O doktorze Hiszpanie Jana Kochanowskiego.

## Życiorys
Pochodził z rodziny szlacheckiej, był synem Martina Ruiza de Moros. Kształcił się w rodzinnym Alcañiz (łac. Alcagnitium), następnie na akademii w Léridzie, gdzie studiował prawo rzymskie. Również w Leridzie przyjął święcenia diakonatu. Wyjechał następnie na dalsze studia do Włoch - Bolonii, Padwy, Rzymu, przypuszczalnie także Wenecji i Florencji. Do grona jego pedagogów należały największe ówczesne autorytety w dziedzinie prawa rzymskiego.
Studia włoskie uwieńczył doktoratem obojga praw, uzyskanym w 1538 (lub rok później). Początkowo zamierzał we Włoszech pozostać i ubiegał się o posadę sędziego w Mediolanie. Po niepowodzeniu tych starań, a także wobec kolejnej wojny w Hiszpanii zdecydował się na przyjęcie zaproszenia biskupa krakowskiego Piotra Gamrata i udał się do Polski; prawdopodobnie inicjatorem tego zaproszenia był Marcin Kromer, przypuszczalny kolega Roizjusza ze studiów w Bolonii. Roizjusz przyjechał do Polski w 1540 lub 1541 i został profesorem prawa rzymskiego Akademii Krakowskiej. Wykładał do 1550 lub 1551. Ze względu na małą popularność wykładanego przedmiotu, spory i polemikę ze Stanisławem Orzechowskim, wreszcie śmierć protektora Gamrata w 1545 Roizjusz nosił się z zamiarem opuszczenia Polski; kolejny biskup krakowski Stanisław Maciejowski skłonił go jednak do pozostania, a także doprowadził do przyznania Hiszpanowi statusu dworzanina i doradcy króla Zygmunta Augusta (1549). Do nominacji tej mogły przyczynić się również okolicznościowe utwory poetyckie, które Roizjusz poświęcił małżeństwu Zygmunta Augusta z Elżbietą Habsburżanką oraz śmierci Zygmunta Starego. 
Stanowisko audytora w hospodarskim sądzie asesorskim Wielkiego Księstwa Litewskiego zmusiło go do przeniesienia się na Litwę około 1552. Gromadził tam kolejne beneficja kościelne, był proboszczem w Krożach, kanonikiem miednickim (Żmudź), archiprezbiterem kościoła Św. Jana Chrzciciela w Wilnie, kanonikiem i kustoszem kapituły wileńskiej; nie przyjmował jednak kolejnych święceń i pozostał do końca życia diakonem. W kolejnych latach nie zaprzestał starań o korzystne przeniesienie się z Polski, ubiegając się m.in. o stanowisko audytora Roty Rzymskiej; nie otrzymał tej godności, został natomiast protonotariuszem apostolskim i dworzaninem papieskim. Od 1568 był członkiem komisji królewskiej ds. Gdańska. Dokonał reformy systemu nauczania w szkole przy kościele Św. Jana Chrzciciela w Wilnie oraz opracował zbiór praw i przywilejów kościoła katedralnego w Miednikach.
Do grona jego uczniów należeli m.in. biskupi Jan Przerębski i Stanisław Karnkowski. Utrzymywał kontakty z wieloma czołowymi osobistościami zarówno w Polsce (Mikołajem Rejem, Andrzejem Fryczem Modrzewskim), jak i Europie (m.in. księciem Albrechtem Hohenzollernem i cesarzem Ferdynandem I). Był zdecydowanym przeciwnikiem reformacji. Jako prawnik był autorem dzieła Decisiones...de rebus in sacro auditario...Lithuanico (1563), w którym przedstawił rozwiązanie pięciu problemów prawnych na zasadach prawa rzymskiego. Pozostawił wiele utworów poetyckich, zaliczanych do tzw. poezji dworskiej. Zawierał tam również obserwacje obyczajowe, często krytyczne dla Polski i Polaków; oskarżał mieszkańców przybranego kraju m.in. o pijaństwo, ale sam również prowadził hulaszczy tryb życia, co potwierdza znana fraszka Kochanowskiego. Nieobcy był mu polsko-niemiecki antagonizm. 

## Twórczość

### Ważniejsze utwory
- De apparatu nuptiarum... Sigismundi Secundi Augusti Poloniae regis... atque reginae Elisabes, Kraków 1543, drukarnia H. Wietor; inne wyd. Kraków 1543, drukarnia F. Ungler
- Petrus Royzius Maureus Hispanus ex tempore ad Fricium suum, wiersz okolicznościowy przy: A. Frycz Modrzewski Ad Senatum, Equites Populumque Polonum, Oratio secunda de poena homicidii, Kraków 1545; przekł. polski: A. Świderkówna pt. Piotr Rojzjusz Maureus, Hiszpan, do przyjaciela swego, Frycza, wiersz okolicznościowy w: A. Frycz Modrzewski Dzieła wszystkie, t. 2: Mowy, Warszawa 1954, s. 83
- Carmen de sancto pontifice caeso sive Stanislaus, Kraków 1547, drukarnia H. Unglerowa; przedr.: S. Grochowski Encomia Divi Stanislai a duobus doctissimis viris conscripta, Kraków 1604 (z utworem S. Szymonowica Divus Stanislaus); A. M. Durini w Simonis Simonidae... Opera omnia, Warszawa 1772
- Historia funebris in obitu divi Sigismundi Sarmatiarum regis et ad Sigismundum Augustum filium admonitio, Kraków 1548, drukarnia H. Unglerowa
- Nenia... in funere viri illustris Samuelis Maceovii, Kraków 1550, drukarnia Łazarz Andrysowic
- Ad inclitum atque potentissimum Sigismundum augustum Sarmatiae regem carmen consolatorium, Kraków 1553, drukarnia M. Szarffenberg
- Ad proceres Polonos: de matrimonio regio carmen, Kraków 1553, drukarnia M. Szarffenberg
- De apparatu nuptiarum... Sigismundi Augusti et Catherinae, Kraków 1553, drukarnia M. Szarffenberg
- Chiliastichon, Kraków 1557, drukarnia Łazarz Andrysowic (odpowiedź na utwór A. Trzecieskiego De Sacrosancti Evangelii... elegia – wyd. przy: P. P. Wergeriusz Duae epistolae. Altera Aloysii Lipomani... altera vero Radivii, Królewiec 1556 i 2 odb.; replika A. Trzecieskiego i innych autorów – zob. Estreicher XXVI, 400.
- Carmen funebre in obitu illustrissimi Joannis comitis Tarnovii, Kraków 1561, drukarnia Łazarz Andrysowic
- Decisiones... de rebus in sacro auditorio Lithuanico, Kraków 1563, drukarnia M. Siebeneicher; wyd. następne: Frankfurt n. Menem 1570, Wenecja 1572; przypis (dedykacja) do Zygmunta Augusta dat. 1 sierpnia 1562 z Wilna – przekł. polski: A. Ratyński pt. List... położony na początku tego dzieła, pod tytułem "Decisiones...", Dziennik Wileński 1818, t. 2, s. 4-29 i odb.
- In Lithuanicam peregrinationem, wyd.: K. Morawski "Wiersze makaroniczne łacińsko-polskie utworu autora hiszpańskiego", Rozprawy AU Wydział Filologiczny, t. 12 (1887), s. 402-403; M. Pełczyński "Studia Macaronica. Stanisław Orzelski na tle poezji makaronicznej w Polsce", Poznań 1960, Poznańskie Towarzystwo Przyjaciół Nauk, Wydział Filologiczno-Filozoficzny. Prace Komisji Filologicznej, t. 20, zeszyt 1, (jest to prawdopodobnie pierwszy wiersz makaroniczny w literaturze polskiej, wyprzedzający Carmen macaronicum J. Kochanowskiego)
- Constitutiones capituli cathedralis Mednicensis seu Samogitiae, 1561, 1562[8]

### Wydanie zbiorowe
- Petrii Royzii Maurei Alcagnicensis Carmina, wyd. B. Kruczkiewicz "Pars I, carmina maiora continens. Pars II, carmina minora continens", Kraków 1900, Corpus Antiquissimorum Poetarum Poloniae-Latinorum, t. 5, (uwzględnia wszystkie utwory drukowane i rękopiśmienne; tu zestawienie rękopisów: Biblioteki Kórnickiej, Ossolineum i Biblioteka Petersburga); pojedyncze utwory przedr.: M. Pełczyński "Studia Macaronica. Stanisław Orzelski na tle poezji makaronicznej w Polsce", Poznań 1960, Poznańskie Towarzystwo Przyjaciół Nauk, Wydział Filologiczno-Filozoficzny. Prace Komisji Filologicznej, t. 20, zeszyt 1; Meander 1960, zeszyty: 1, 3; z przekł. polskim J. Sękowskiego

### Listy i materiały
- Od S. Maryckiego, dat. z Lubodzieża 15 marca 1552, z Torunia 7 lutego 1553; ogł. S. Kot "S. Mariciusa z Pilzna korespondencja z lat 1551-1555", Archiwum do Dziejów Literatury i Oświaty w Polsce, t. 16 (1929)
- Od biskupa J. Lubodzieskiego, dat. 15 marca 1552, rękopis: Biblioteka Seminarium Duchownego w Pelplinie nr 212 (kopiariusz S. Maryckiego)
- Dokumenty różne (kwity, list polecający, itp.) z lat 1542-1567, ogł. T. Wierzbowski Materiały do dziejów piśmiennictwa polskiego, t. 1, Warszawa 1900
- Wiadomości o listach z lat 1547-1553 do księcia pruskiego Albrechta podaje T. Wotschke "Vergerios zweite Reise nach Preussen und Lithauen', Altpreussische Monatsschrift, t. 48 (1911), s. 254 przypis; zob. także: A. Kurpiel "Sprawozdanie ze studiów w archiwach frauenburskim, gdańskim, królewieckim", Sprawozdanie AU 1906, nr 2, s. 10
- Podobiznę autografu podaje T. Wierzbowski Materiały do dziejów piśmiennictwa polskiego, t. 1, Warszawa 1900; przedr. w Odrodzenie w Polsce. Materiały Sesji Naukowej PAN 25-30 października 1953 r., t. 4: Historia literatury, Warszawa 1956, między s. 208 i 209.